# Banda (stad)
Banda är en stad i den indiska delstaten Uttar Pradesh, och är den administrativa huvudorten för distriktet Banda. Staden hade 154 428 invånare vid folkräkningen 2011, med totalt 160 473 invånare inklusive förorter.